# 布爾斯灣
布爾斯灣（英語：Buls Bay）是南極洲的海灣，位於帕默群島的布拉班特島東部，處於杜塞爾角以北，寬4公里，由保加利亞的探險隊發現，現時由南極條約體系管理。